# Iñaki Gabilondo Pujol
Iñaki Gabilondo Pujol (Sant Sebastià, 19 d'octubre de 1942) és un periodista basc.

## Biografia
Els seus pares foren José Gabilondo, carnisser del mercat de la Bretxa a Sant Sebastià, i María Luisa Pujol, també paradista del mercat, neta d'un català d'Horta de Sant Joan emigrat al País Basc al segle xix. És el gran dels nou germans, inclòs Ángel Gabilondo, professor i polític espanyol.
Llicenciat en periodisme per la Universitat de Navarra, Iñaki Gabilondo va iniciar la seva carrera en el món de la ràdio amb 21 anys; el 1963 a Ràdio Popular (COPE) a Sant Sebastià, de la qual va ser director amb 27 anys, i el 1969 va passar a dirigir Radio San Sebastiàn de la cadena SER. Dos anys més tard, era nomenat director de la cadena SER a Sevilla, la qual cosa el va posar al lloc de director d'informatius.
Set anys després, el 1978 es va incorporar als serveis informatius de la cadena SER a Madrid per a dirigir Hora 25 i el 1980 va ser nomenat director dels serveis informatius de la cadena SER.
Poc després va ser nomenat director d'informatius de TVE, i li va tocar estrenar-se en antena durant el 23-F, en la investidura de Calvo Sotelo, una situació excepcional que va forçar la seva primera aparició davant les càmeres de televisió, i el va obligar a assumir la responsabilitat de presentar durant un mes el Telediario de la nit, en les circumstàncies més difícils per a la naixent democràcia espanyola i l'exercici lliure del periodisme. Les tensions polítiques i la debilitat del Govern de Calvo Sotelo van obligar a la seva sortida de TVE i la del director general. Després del seu pas per la televisió pública va ser director general de Radio Televisión 16.
Abandonà el 1983 el seu càrrec a Ràdio 16 per a tornar a la cadena SER, on successivament seria director i presentador d'Aquí la SER, Matinal SER, Pido la Palabra i Onda Media.
El 22 de setembre de 1986, es va fer seu el programa de la seva vida: Hoy por hoy, que ha arribat a ser el programa més escoltat de tota la història de la ràdio espanyola. Però la ràdio no ha impedit que, mentre, fes algunes aparicions en TV: En Familia (TVE, 1987 a 1989), Iñaki, los Jueves, Gente de Primera o Entrevista con; i, el 1996, va fer les entrevistes en Tele 5 de l'informatiu de Luis Mariñas.
Amb ell com a director Hoy por hoy es va convertir en el programa de ràdio per excel·lència a Espanya i va batre tots els rècords d'audiència. Durant els primers anys, el programa d'Iñaki Gabilondo a la cadena SER va mantenir un intens duel pel lideratge de la ràdio amb l'espai Protagonistas de Luis del Olmo. No obstant això, des de la tercera onada del EGM el 1995, Ara per ara és el programa més escoltat de la ràdio a Espanya. Així ho ha constatat l'Estudi General de Mitjans durant 30 onades d'audiència consecutives.
A més de tot l'anterior, cada vegada que se celebraven eleccions a Espanya, es feia càrrec d'un especial sobre l'esdeveniment. I és presentador cada any de la gal·la dels Premios Ondas, al costat de Gemma Nierga.
En 2005 ha publicat el llibre Testigo de la Historia, una selecció de les seves entrevistes més interessants. Gabilondo ha entrevistat a tots els presidents del govern; líders polítics de tots els partits; personalitats internacionals, escriptors, investigadors, actors, directors de cinema, cantants i tots els protagonistes de l'actualitat.
El 30 d'agost de 2005 la cadena SER anuncia que Iñaki deixa la direcció de Hoy por hoy per a ser el presentador de l'informatiu estrella del nou canal de Sogecable que substituí al novembre a Canal Plus: Cuatro

## Premis
És Col·legiat d'Honor del Col·legi de Periodistes de Catalunya, i ha rebut els premis Clara Campoamor i Meridiana per la seva labor a favor de la dona. Els sondejos de l'Institut Gallup l'han situat en el primer lloc del rànquing "Credibilitat de Periodistes". PR Noticias l'ha reconegut com el periodista més influent.
Iñaki Gabilondo és un dels periodistes espanyols més premiats:
- Premi Ortega y Gasset de Ràdio 1990.
- 6 Premis Ones (l'últim al millor programa de difusió nacional per Hoy por hoy)
- Medalla d'Or de Gandhi (màxima distinció de la UNESCO a favor de la Pau i la no-violència).
- Premi Lliri de l'Associació de Dones Periodistes de Catalunya, 1994.[3]
- Premi de periodisme Fernández Latorre (1998), atorgat per La Voz de Galicia[4]
- Creu de Sant Jordi, concedida per la Generalitat de Catalunya el 1998 en reconeixement del seu treball.
- Medalla d'Or de Guipúscoa, atorgada per la Diputació de Guipúscoa.
- Medalla d'Or d'Andalusia
- Premi de Periodisme de la Federació d'Associacions de la Premsa el 1999.
- Premi Antena d'Or el 2000; i Micròfon d'Or, ambdós lliurats per la Federació d'Associacions de Ràdio i Televisió d'Espanya.
- Premi Gonzalo de Berceo per la seva destacada trajectòria professional.
- Premi Cambio 16
- Premi Turia de Periodisme
- Premi del Club Internacional de Premsa
- Premi de Periodisme Francisco Cerecedo, concedit en 2003 per la secció espanyola de l'Associació de Periodistes Europeus per ser "l'exponent màxim del periodisme lliure".
- Premi Blanquerna, 2010